# 2611 Boyce
2611 Boyce è un asteroide della fascia principale. Scoperto nel 1978, presenta un'orbita caratterizzata da un semiasse maggiore pari a 3,0409848 UA e da un'eccentricità di 0,0524536, inclinata di 3,33061° rispetto all'eclittica.